# Славороссов, Харитон Никанорович
Харито́н Никано́рович Славоро́ссов (Семене́нко) (29 сентября [11 октября] 1886, Домашлин, Корюковский район — 1941, Медвежьегорск) — русский и советский лётчик, один из пионеров русской и мировой авиации, инженер, преподаватель, спортсмен.
Славороссов — псевдоним.
Известный авиаконструктор Роберт Бартини ещё гимназистом видел в Фиуме демонстрационные полёты Славороссова и тогда «заболел» авиацией.

## Биография

### Ранние годы
По линии отца, Никанора Даниловича, происходил из запорожских крестьян-казаков. Из восьми детей в семье выжило только четверо. Когда ему было 5 лет, семья перебралась в Одессу. Отец устроился дворником и получил казённое жильё. Мать, Акилина Логиновна, не выдержав тягот, впала в депрессию, и вся домашняя работа легла на плечи Харитона, как самого старшего из детей. Он учился на отлично в народной школе, хотя уроки ему приходилось делать под уличным фонарём на каменной тумбе, денег на керосин для домашней лампы не было. У него был абсолютный слух и дискант, «ангельский голос». Его взяли в церковный хор Одесского собора и прочили будущее певца, но он потерял голос во время подростковой ломки.
Окончив народную школу, продолжил обучение в ремесленном училище, затем окончил школу корабельных машинистов-механиков и в 15 лет начал трудовую деятельность машиниста на пароходе.
Харитон увлёкся велоспортом и устроился механиком в велосипедную мастерскую. Из старых деталей собрал велосипед. На велотреке устраивался «гандикап», когда вместе с чемпионами могли выступать новички. Юноша стал принимать участие в гонках и скоро выдвинулся в группу лидеров. На асфальтовом треке первенствовал знаменитый тогда Сергей Уточкин, а на земляном — Славороссов, они стали друзьями. Уточкин познакомил его с гонщиком Михаилом Ефимовым. Карьера профессионального велосипедиста складывалась удачно: Харитон стал чемпионом Одессы, рекордсменом на Северном Кавказе, ездил в велотурне по югу России. Талантливого гонщика пригласили выступать в одесском цирке с номером «гонки по вертикальной стене „Круг смерти“». Артисты цирка брали себе звучные псевдонимы и Харитон стал выступать под псевдонимом Славороссов.

### Авиация
Узнав, что Михаил Ефимов и Сергей Уточкин стали лётчиками, он в 1910 году приехал на авиационные соревнования в Петербург и начал работать у Ефимова механиком. Так он освоил авиационную технику. Лётчик Генрих Сегно предложил ему место механика в открывшейся лётной школе общества «Авиата» (Варшава). Здесь Харитон, отремонтировав разбитый самолёт, тайком самостоятельно выучился на нём летать. Экзамен на звание пилота-авиатора Славороссов сдал блестяще и получил «Бреве» № 40.
Харитона назначили первым пилотом «Авиаты» и инструктором. Любимым его учеником в лётной школе стал поэт Василий Васильевич Каменский. Именно Василий Каменский ввёл в обиход слово «самолёт». Славороссову поэт посвятил своё новаторское стихотворение «Танго с коровами»: «С оловянным веселием смотрим мы на судьбу. Мы — Открыватели Стран — Завоеватели Воздуха…».
В автобиографическом романе «Путь энтузиаста» Каменский писал:

Среди авиаторов — Славороссов — самый замечательный… самый талантливый рекордист… Славороссова я избрал своим учителем-инструктором… В глазах — взлетающие аппараты. В ушах — музыка моторов. В носу — запах бензина и отработанного масла, в карманах изолировочные ленты. В мечтах — будущие полёты». «Славороссов и я были особыми музыкантами циркового стиля: он прекрасно играл на одной струне, натянутой на палку через сигарную коробку, а я — на гармошке, с которой не разлучался. Вообще авиаторы на земле веселились, как школьники, но едва прикасались к аэроплану — наступало перерождение: лица отражали сосредоточенную волю, короткие движения — решительность, скупые, спокойные слова — хладнокровие, выдержку.

Василий под руководством своего опытного инструктора успешно сдал экзамен на звание пилота («Бреве» № 66): «Я расцеловал своего учителя Славороссова, как готов был расцеловать весь мир».

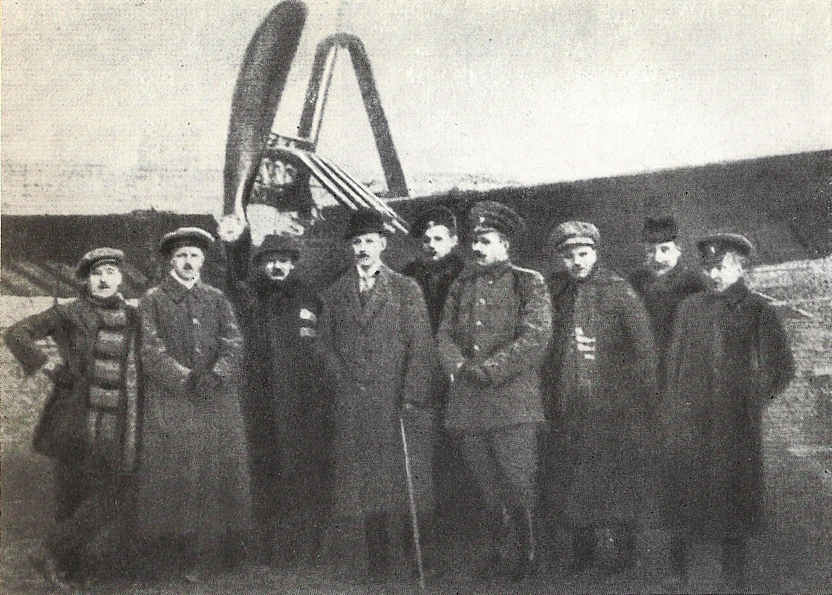
Василий Каменский (второй слева) и Харитон Славороссов (третий справа) на аэродроме «Авиаты»

Славороссов собирался… на заграничные соревнования и потому летом тренировался, как дьявол, забираясь под облака… Весной «на прощанье» мы со Славороссовым устроили «открытие весеннего авиационного сезона», собрав массу зрителей.
На другой день телеграммы всех газет России извещали о «замечательных по красоте и смелости» наших полётах.
Да, это были действительно, исключительного мастерства полёты Славороссова, ну, а я тянулся за ним, как мальчик за папой.

«Авиата» продала своё дело русскому военному министерству. Прощальным подарком варшавянам от Славороссова был первый в мире авиационный трюк: он пролетел на самолёте «Блерио» под мостом через Вислу. За этот пролёт он заплатил крупный штраф.
В венских состязаниях 1912 года на аэродроме в Винер-Нейштадте, где принимали участие 40 лучших авиаторов мира, Славороссов занял третье место. Лето и осень Славороссов провёл в турне по городам Австро-Венгрии с показательными полётами: Карлсбаде, Мариенбаде, Франценсбаде, Праге, Аббации, Меране, Боцене, Бриксене и других.

Аугсбургская газета «Фольксвилле», номер от 22 июля 1912:

Показательные полёты в Карлсбаде.
Известный авиатор Харитон Славороссов в пятницу вечером (19 июля) взлетел на своем «блерио» с ипподрома, пролетел над городом, до горного отеля «Империал» и тотчас полетел обратно на ипподром.
Первые показательные полёты были продемонстрированы в воскресенье. Перед каждым полётом Славороссов крестился и кратко молился, что вызвало глубокие эмоции у зрителей. Авиатор смело и быстро поднялся до самых облаков так, что был виден зрителям как маленькая точка. Потом ринулся вниз, как ястреб, чтобы, не задев земли, снова взмыть к облакам. Затем он спокойно и величественно пролетел над самыми трибунами, и дальше мы увидели властелина воздуха, совершающего смелые повороты. Он делал в воздухе различные фигуры, выключал мотор, чтобы спланировать до реки Эгер, в последний момент снова включал мотор и поднимался на высоту, чтобы в конце концов после третьего полёта совершить подлинно отважный этюд — произвести посадку на самом маленьком участке ипподрома.
В глазах всех зрителей можно было прочесть глубочайшее волнение, ибо перед ними блестящим образом был продемонстрирован величайший триумф человеческого духа…

Газета «Мариенбадер Цайтунг» 04.08.1912 писала:

Кто видел летание хладнокровного Славороссова, тот может надеяться, что недалеко то время, когда самолёты войдут в нашу повседневную жизнь. Его полёты были отличными. Он легко поднимался в воздух и, как большая птица, парил и кружился над лугом и окрестными лесами. То, что показал Славороссов на совершенном „Блерио“, это первоклассный образец авиационного искусства. Авиатор сливается с машиной в одно целое.
Длинные полёты были совершены по направлению к станции, а также над Кладским, до села Литрбахи (Litrbachy) и к долине реки Огрже. Барограф показывал высоту от 2000 до 2530 метров! Посадка была точной. Когда мы видим мастерство Славороссова, чувствуем, что путешествия по воздуху так же безопасны, как катание на автомобиле. Публика встретила его горячими аплодисментами.

20(07) августа 1912 года «Петербургская газета» сообщала:

ИНТЕРЕСНЫЕ ПОЛЁТЫ СЛАВОРОССОВА.
ФРАНЦЕНСБАД, 5 августа. Сегодня авиатор Славороссов совершил публичный полёт на Блерио. На высоте 1200 метров мотор остановился и спустился эффектным планирующим полётом на известное Франценсбадское болото..

В приморском курорте Фиуме его полёты поразили воображение и определили судьбу мальчика Роберто, сына вице-губернатора барона Лодовико Орос ди Бартини. Роберто Бартини, легендарная личность, увлёкся авиацией, а впоследствии приехал в Россию и стал известным советским авиаконструктором.
Славороссов совершил и выиграл много перелётов, среди которых наиболее значительными являются «Карловы Вары — Марианские Лазни — Францесбад» (на 185 км) и дальний перелёт «Милан-Турин».
В январе 1913 Харитон Славороссов прибыл в итальянский посёлок Виццола-Тичино из соседней Швейцарии, где участвовал в авиационных митингах. Он хотел приобрести у миланской фирмы «Капрони» пропеллер, который собирался установить на свой Блерио. Инженер Капрони оценил его способности и пригласил к себе на работу в качестве лётчика-испытателя.
23 января 1913 года Славороссов установил мировой рекорд скорости с пассажиром. Судьи зафиксировали пролёт 200 км за 1 час 56 минут 30 секунд и 250 км за 2 часа 24 минуты 30 секунд.
В этот же день он установил следующие мировые рекорды: 

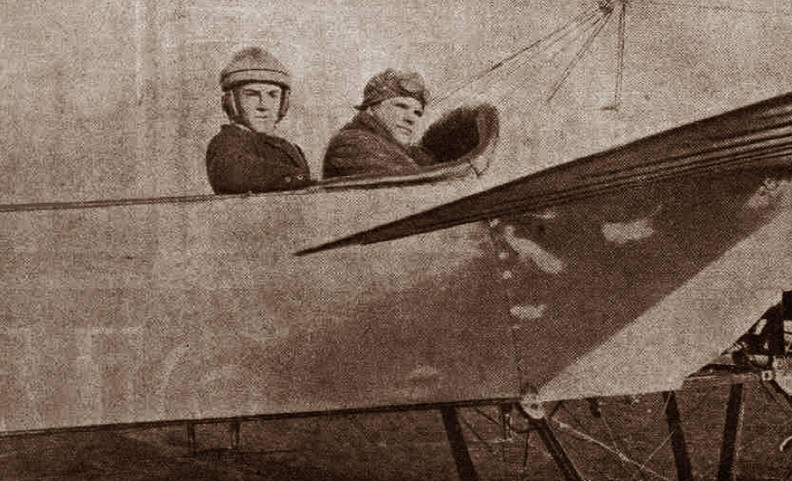
Пилот Славороссов (справа) с учеником пилота Фабри на моноплане Капрони-80HP после установления рекорда скорости с пассажиром на 200 и 250 км. 23 января 1913 года

: за 2 часа 206,250 км; за 2 часа в среднем 265,779 км; итальянский рекорд: 5 км за 3 минуты; 10 км за 6 минут; 20 км за 11 минут 55 секунд; 30 км за 17 минут 49 секунд; 100 км за 57 минут 45 секунд; 150 км 1 час 27 минут 35 секунд; рекорд высоты: за 9 минут набрал 1,060 м.
23 февраля 1913 года «Gazzetta dello Sport» («Спортивная газета») предложила идею сложного перелёта Милан-Генуя-Рим, выдвинутую Луиджи Оригони, вице-президентом Итальянского авиационного общества, и сотрудником газеты, генеральным секретарём Итальянского туристического клуба Артуро Мерканти.
Было решено организовать перелёт на самолёте фирмы Са-16. 26 февраля 1913 года Славороссов начал перелёт Виццола — Милан — Генуя — Пиза — Рим.
Пилот осуществил перелёт, несмотря на неполадки и неблагоприятные погодные условия. Организация перелёта была безупречной: Министерство Военно-Морского Флота обеспечило курсирование торпедных катеров вдоль побережья от Специи до Чивитавеккья.

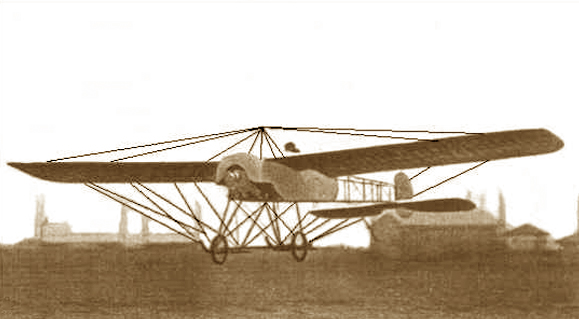
Взлёт Х. Н. Славороссова 26 февраля 1913 года
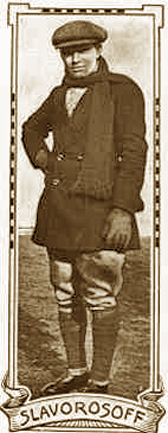
Авиатор Х. Н. Славороссов перед вылетом
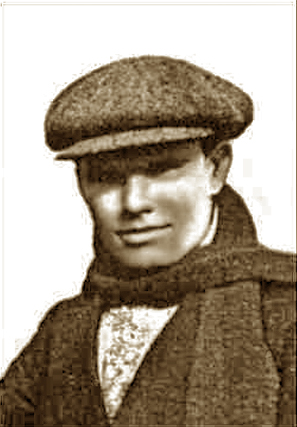
Х. Н. Славороссов. 26 февраля 1913 года
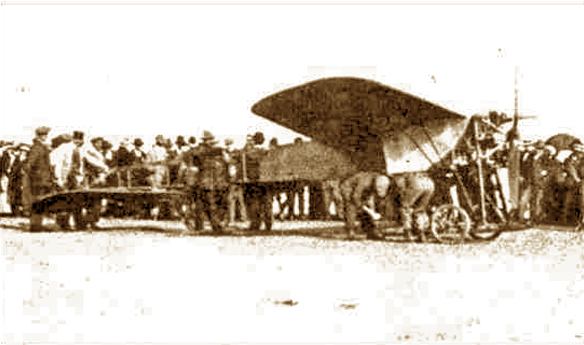
Х. Н. Славороссов прибыл в Рим

27 (14) февраля 1913 года «Новое время»:

Перелет Милан — Рим.
РИМ. Русский авиатор Славороссов на итальянском аэроплане Капрони вылетел сегодня в 7 часов 10 мин. утра из Милана в Рим и в 10 час. утра спустился в Пизе для пополнения запасов бензина. (Аг. Стефани). <…>
РИМ. Авиатор Славороссов близ Пиомбино спустился на землю. При спуске аппарат получил повреждения. (Аг. Стефани).

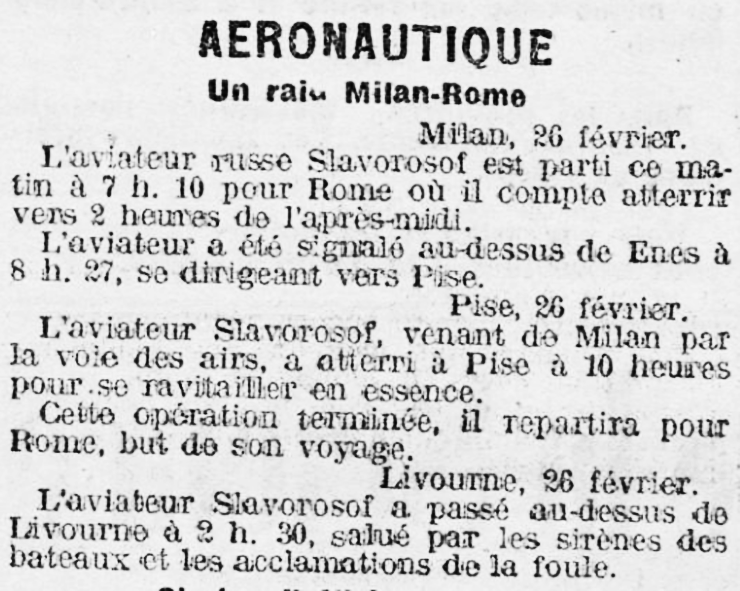
«L’express du midi». 27 февраля 1913 года № 7392
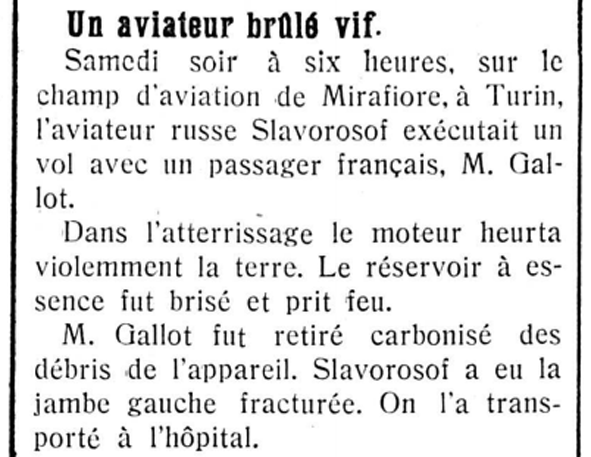
«NOUVELISTE valaisan». № 64, 22 апреля 1913 года
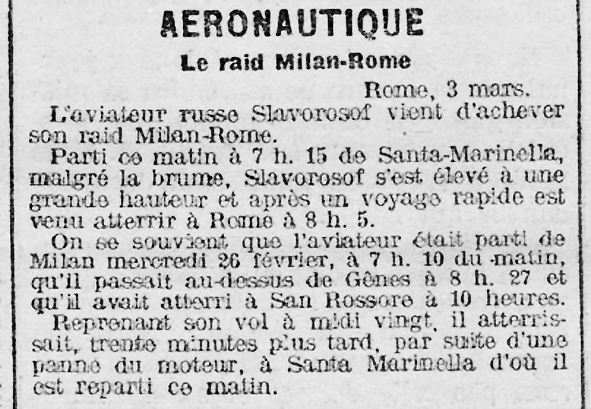
«L’express du midi». 4 марта 1913 года. № 7397

Харитон Славороссов делился своими впечатлениями от перелёта с журналистами:

Я испытываю некоторое беспокойство, отправляясь в места, мне совершенно незнакомые, названия которых я прочитал только вчера на географической карте <…>
После Нови, я оказался перед непроницаемой стеной тумана и почувствовал страшный холод. Руки и ноги у меня дрожали, и я боялся, что масло в двигателе замёрзнет <…>
Я парил над пизанской башней. Пиза! Дело сделано. И не успел я вечером перекусить в Кафе Биффи, как появилось множество людей, которые пытались угостить меня шампанским <…>
У меня слишком много впечатлений, чтобы их можно было передать словами <…>
Из-за сильного ветра он приземлился возле Монтальто-ди-Кастро прямо среди стада коров «и вспомнил того бельгийского авиатора, что был убит буйволом, но тут заметил пастуха, который разогнал их и с любопытством стал рассматривать птицу, упавшую с неба <…>
Ветер дул с такой силой, что я закрывал глаза от страха, опасаясь, что самолёт принесёт к месту назначения без меня <…>
Я вскоре увидел купол собора Святого Петра, а не семь холмов, и спустился слева от него. Спасибо, спасибо всем от всего сердца и Вива Италия!»

В тот же день Аэроклуб Италии по приземлении наградил Славоросова памятной золотой медалью (grande medaglia d’oro).
О нём писали все европейские газеты, его называли «смелым поэтом скорости». В то время Славороссов был в первом ряду лётчиков мира и первым русским авиатором, имевшим мировые достижения.

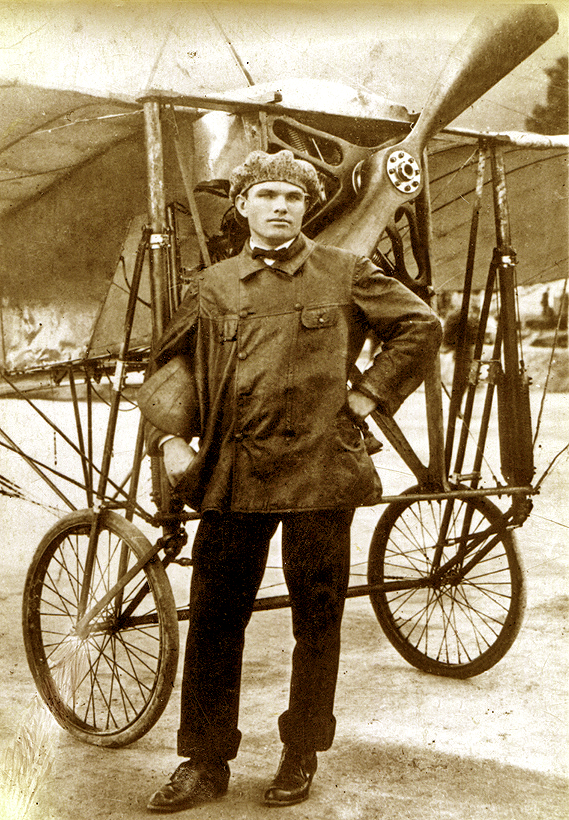
Х. Н. Славороссов в 1911 году
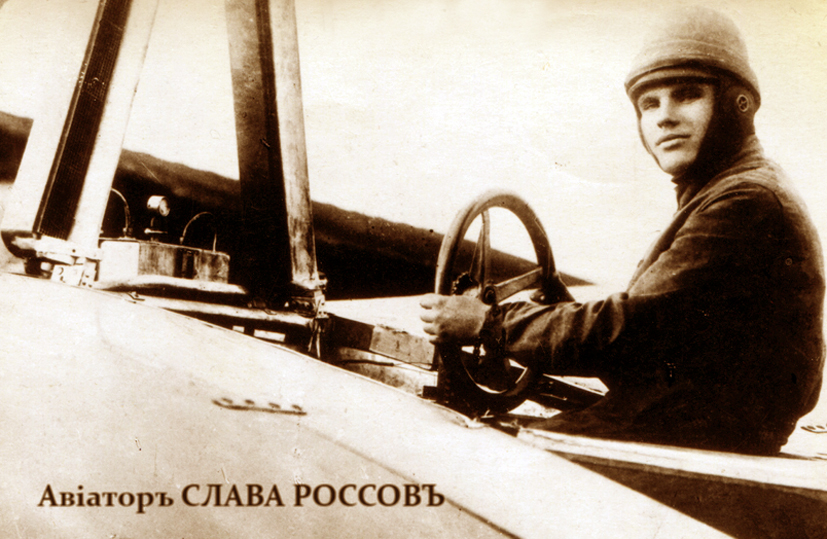
«Авіаторъ СЛАВАРОССОВЪ»
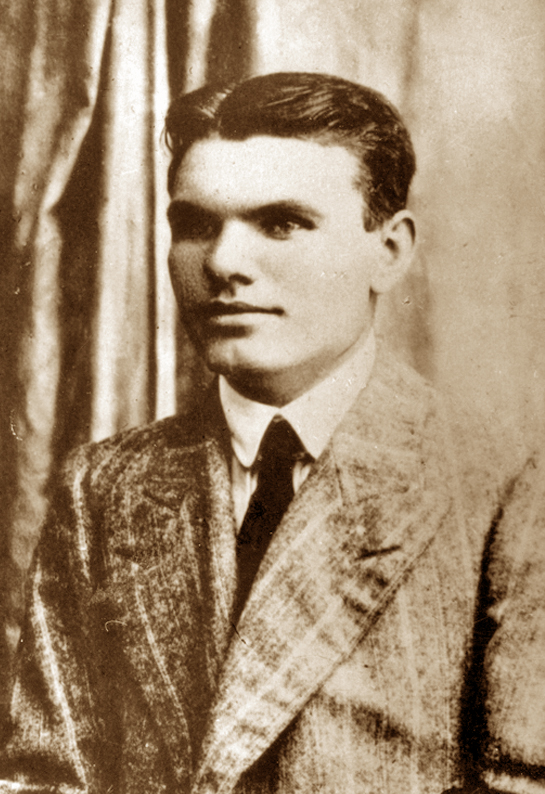
Х. Н. Славороссов, 1910 год

Славороссов писал создателю «мёртвой петли» Петру Нестерову в Киев:

Милостивый государь господин Нестеров!
Из газет я знаю, что Вы первый авиатор который сделал петлю в воздухе. Я хотел бы знать, не найдёте ли Вы возможным совершить совместно со мной несколько публичных полётов такого рода в столицах Европы. …
Готовый к услугам авиатор Х. Славороссов.

Этот проект не осуществился, потому что Нестеров был военным лётчиком. А Харитон, увлекшийся высшим пилотажем, стал одним из первых «петлистов» мира.
Харитон жил при заводе братьев Капрони в Виццола-Тичино под Миланом. Там же находилась лётная школа, в которой училась в это время первая итальянская лётчица Розина Феррарио.
В апреле 1913 года капитан Альберто Маренги-Маренко (Alberto Marenghi-Marenco) проводил на аэродроме Мирафиори в Турине международный военный конкурс для презентации новых итальянских самолётов. 19 (6) апреля Харитон Славороссов демонстрировал самолёт фирмы Капрони. Он выиграл семь туров из девяти. А на восьмом произошла катастрофа. Самолёт опрокинулся во время посадки, и вспыхнул пожар. Комиссар конкурса капитан Maренги-Маренко был единственным, кто поспешил на помощь несчастным лётчикам. Он сумел оттащить пилота-инструктора Славороссова от горящего самолёта. Но спасти ученика пилота Франческо Гало не удалось, и тот погиб.
Газета «Биржевые ведомости» 20 (7) апреля 1913 года сообщала:

6 апреля в 6 часов вечера на военном аэродроме Мирафиори во время полёта русского авиатора Славороссова с пассажиром Гало внезапно произошел взрыв мотора. Пассажир сгорел, умирающий авиатор в госпитале.

Газеты писали:

Какой-то злой рок преследует всех лучших русских лётчиков… Славороссов при падении получил перелом левой ноги и пяти рёбер, правая нога вся обгорела, кожа с лица сорвана и констатировано общее тяжёлое сотрясение мозга и всего организма. 36 часов лётчик находился в бессознательном состоянии.

«Биржевые ведомости» (№ 133119) 10 апреля 1913 года поместили статью «О катастрофе с авиатором Х. Н. Славороссовым»:

Россия почти не знала этого своего лётчика… Богатый своими материальными средствами и своей организованностью Запад без отказа давал нашему Славороссову аппараты и беспрерывно устраивал ему полёты. А Славороссов давал Западу свою работоспособность и талантливость. Без средств и связей Славороссов был бы у нас может одним из многочисленных безработных авиаторов. Пусть взволновавший нас несчастный случай со Славороссовым напомнит нам о последних.

Шесть месяцев лечился Харитон в госпитале. После выздоровления Славороссов вернулся в авиацию, несмотря на небольшую хромоту. Но в Италии уже не остался и перебрался во Францию в январе 1914 года.
В Париже он встретился с французскими авиаторами: Жюлем Ведрином, Роланом Гарросом, Жоржем Леганье и Адольфом Пегу. Ведрин и Гаррос помогли ему устроиться «гастролирующим пилотом» в фирмы «Кодрон» и «Моран-Солнье». Во Франции его стали называть Славо́. Он быстро завоевал известность мастерством высшего пилотажа. Историк авиации Жан Мортан писал:

Его как выдающегося авиатора знают все. Он соединяет в себе педантизм профессионала лётчика с творчеством высоко художественной натуры. Бывало, прикованный к небу, следишь с напряжённым вниманием за воздушными эволюциями Славороссова. Чего, чего тут не было! И мёртвая петля, и скольжение на крыло, и падение на хвост, и множество других вариаций. Но всё это проделывалось без резкостей, без угловатостей, с той законченной пластикой, в которой чувствуется художественная натура авиатора.

На международных соревнованиях с Харитоном произошла ещё одна авария.

22 (09) июня 1914 года «Новое время»:

Воздухоплаваніе
Вена. Сегодня на Аспернском аэродроме начались международные авиационные состязания на призы, достигающие совокупности 131 тыс. крон. Утром во время пробного полёта русский авиатор Славороссов упал. Аппарат совершенно разбит. Лётчик невредим.

Особенно сблизился Славороссов с Жюлем Ведрином. Именно Ведрин приобщил к авиации будущего писателя Антуана де Сент-Экзюпери, взяв двенадцатилетнего мальчика в полёт. Харитон бывал в кафе «Спорт», приюте лётчиков, и в легендарном кафе «Ротонда», обители художников и поэтов. Славо познакомился с представителями русской богемы. Среди них были молодой журналист Илья Эренбург, поэт Максимилиан Волошин, «сатириконовец» «ППП» — поэт и шахматист Пётр Петрович Потёмкин и его жена артистка Евгения Хованская, артисты Жак Израилевич и Н. Грановский (театр пародий «Кривое зеркало»). Его приятелем был «звезда экрана» Макс Линдер, а также чернокожий чемпион по боксу Джонсон. Эренбург представил ему молодых художников: Пабло Пикассо, Амедео Модильяни, Диего Риверу, Сержа Фотинского, Марка Шагала, Хаима Сутина и других.

### Годы войны и революции
3 августа 1914 года Германия объявила войну Франции. Началась Первая мировая война. После объявления войны русские лётчики вступили добровольцами во французскую армию. Славо назначили в 1-ю авиационную группу в Дижоне, позднее перевели в авиационную школу в Аворе (фр. l'école d'Avord), где он 3 сентября 1914 года получил патент военного лётчика № 585 и был назначен сержантом. Службу продолжил в Бюке под Парижем. Был инструктором и занимался ответственными разведывательными полётами.

Быстро приступили к действию во Франции воздушные отряды, причем все военные лётчики были назначены в действующую армию, а гражданские заняли места инструкторов в авиационных школах. Объявление войны застало нескольких русских летунов во Франции, где они и вступили в военную службу в качестве преподавателей авиационных знаний, между ними известный летун Славороссов».
— Александр Родных. «Война в воздухе в былое время и теперь», 1915
Славороссов решил вернуться в Россию. В феврале 1915 года он демобилизовался по инвалидности в госпитале в Версале. Харитон приехал в Петроград и летом поступил на авиационный завод Лебедева. Там он стал заведовать сдачей самолётов «Морис Фарман». Восстановил авиашколу Всероссийского аэроклуба и нелегально учил летать матросов и солдат. Затем вступил в автомобильно-авиационную дружину, получил звание зауряд-поручика и вскоре был избран начальником дружины.
В 1917 произошла Февральская буржуазная, а за ней Октябрьская социалистическая революция.
Славороссов поступил на мехмат в Томский технологический институт. Там он тесно общался с Николаем Камовым, будущим известным конструктором вертолётов. Потом Славороссов получил направление на учёбу в Академию Военно-воздушного флота, которую окончил в первом выпуске (диплом № 17). Дипломный проект его назывался «Воздушная линия Одесса — Константинополь».

### Последние годы жизни
Авиаинженер Славороссов был направлен на работу в «Добролёт». Три года он работал техническим директором среднеазиатского отделения, где появилась международная линия Ташкент-Кабул. У него проходил практику студент транспортного института Иосиф Берлин, ставший впоследствии заместителем авиаконструктора Роберта Бартини.
В 1925 году Славороссов занимался разработкой проекта воздушной линии Москва-Пекин. Перелёт совершила группа лётчиков в составе: Михаила Громова, Михаила Волковойнова, Никиты Найдёнова, Аркадия Екатова, Ивана Полякова и Аполлинария Томашевского, ученика Славороссова. Харитон Никанорович подготовил на месте самый трудный участок Урга-Калган — от Улан-Батора до Пекина. У самолёта Томашевского отказал двигатель, его с трудом отыскали. В пустыне за несколько дней машину отремонтировали с помощью опыта Славороссова.
Газета «Красный Север» № 152 (1840) за 1925 год сообщала:

Подробности отлёта экспедиции из Иркутска
Иркутск, 2 июля
…При переговорах между начальником экспедиции Шмидтом и начальником участка Славороссовым, который давал сведения из Урги, последним было предложено, идущие на Ургу два самолёта снизить в Троицко-Савске.
Посадка в Урге.
Троицко-Савск, 3 июля, Погода на всем протяжении от Верхне-Удинска до Урги, как говорят лётчики «убийственная». Из Урги Славороссов также сообщает о скверной погоде.
Прилетевшие в Ургу на самолётах советской конструкции Екатов и Томашевский, имевшие посадку на Улан-Баторском аэродроме, при труднейших условиях, возводятся населением Монгольской столицы в герои.
— Красный Север, 1925, № 152 (1840)
Харитон Никанорович работал в «Добролёте» инженером по изысканию воздушных линий, начальником эксплуатационного отдела, главным инженером авиационного завода, а также преподавал в МВТУ, МЭИ, МАИ, Ленинградском институте гражданской авиации. Он дружил со своим однокашником учёным Владимиром Пышновым, лётчиком Анатолием Кожебаткиным, историком литературы Павлом Щёголевым. Под его руководством работал механиком будущий знаменитый лётчик Михаил Водопьянов.

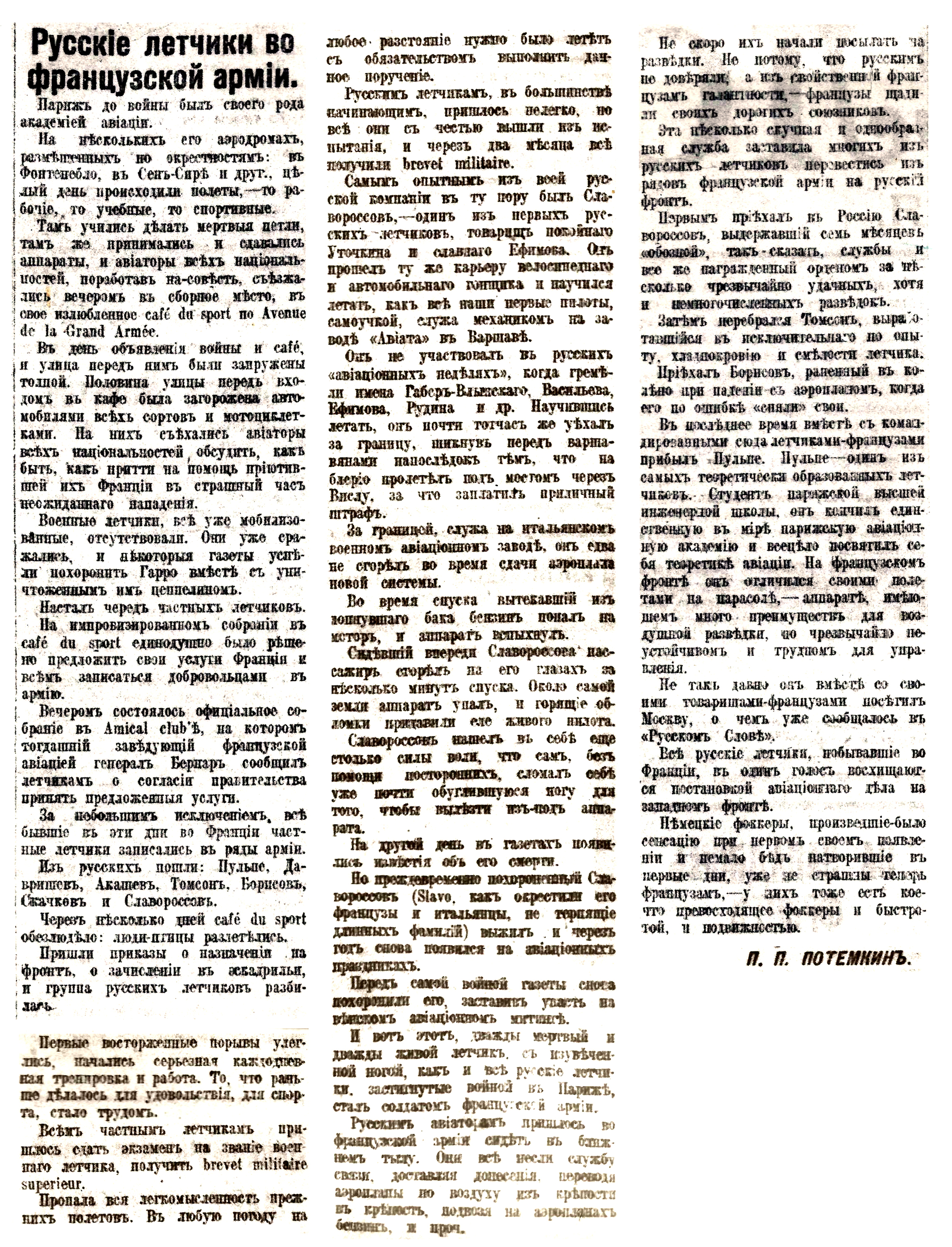
«Русское слово» от 6 июня 1916 года
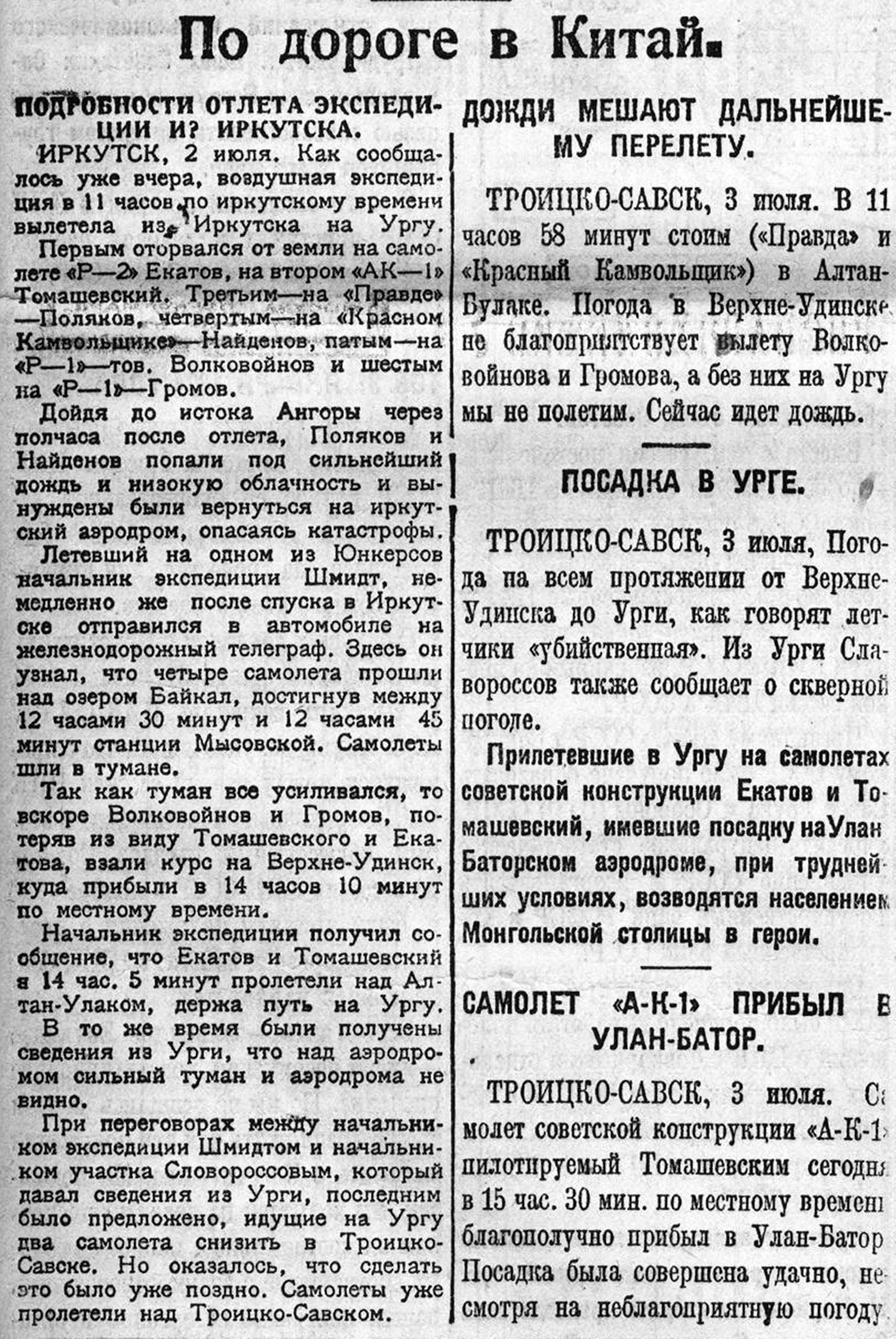
Газета «Красный Север», 1925 год, № 152 (1840)
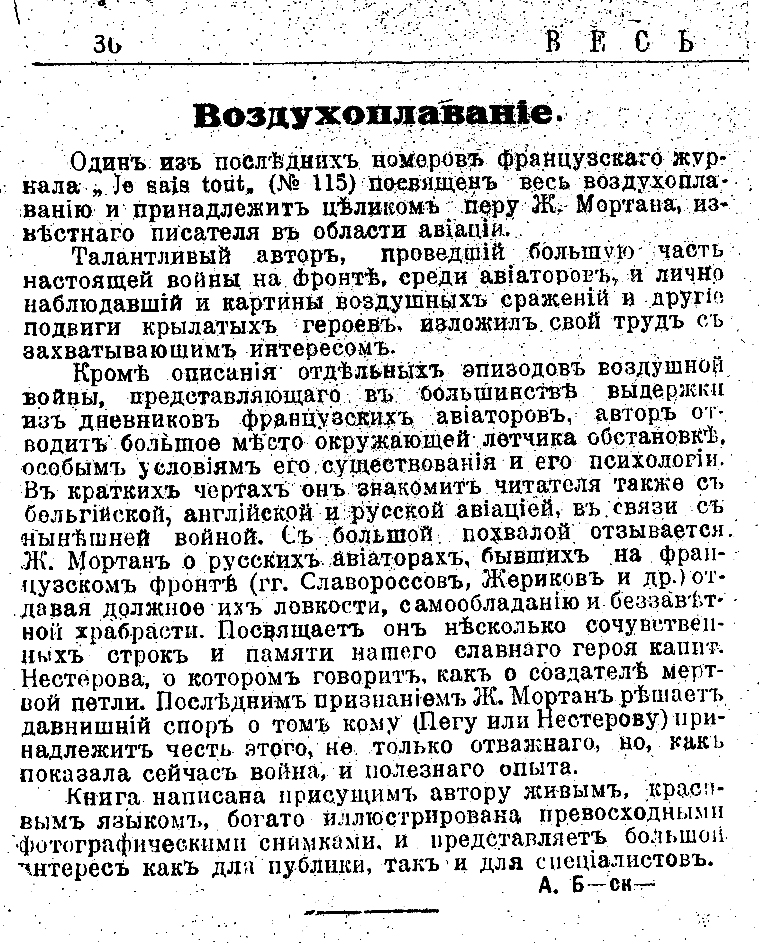
«Воздухоплаваніе», «Весь міръ», 1915 год
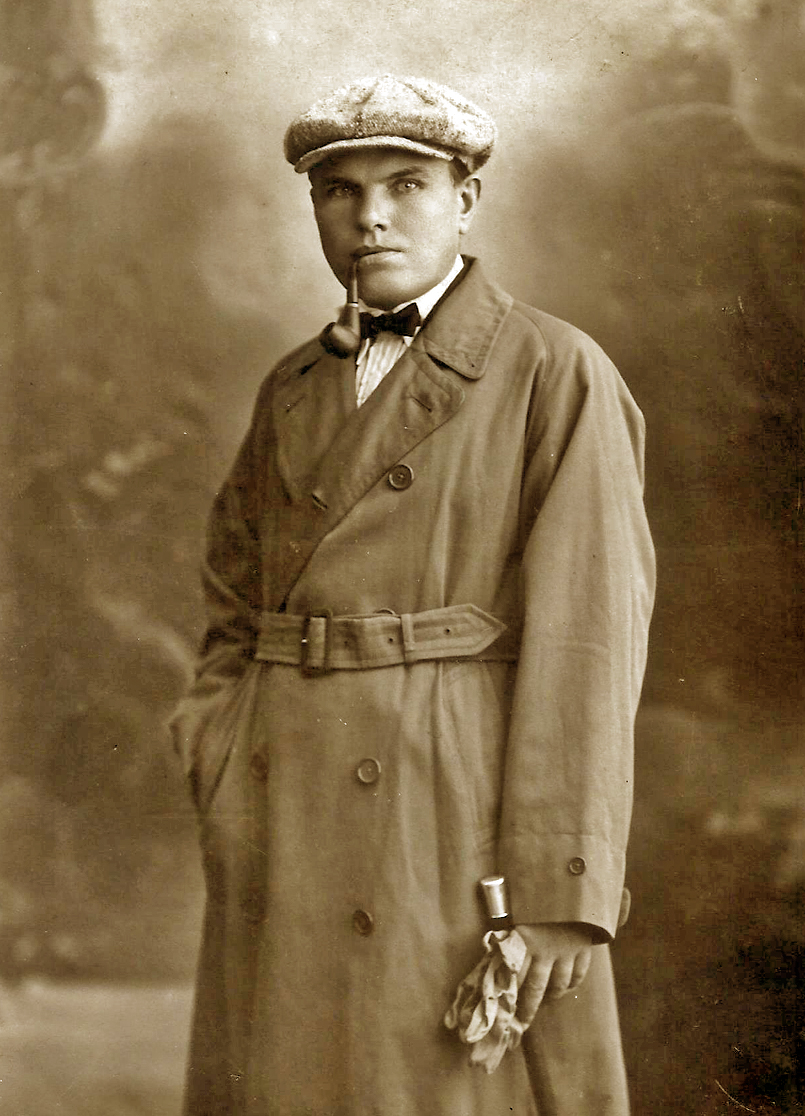
Х. Н. Славороссов, 1914 год

Славороссов занимался возрождением планёрного спорта. В журнале «Вестник Воздушного флота» предлагал организовать Всероссийские планёрные соревнования, на приз готов был отдать свой заработок за лекции. Готовился к проекту перелёта через Тибет.
В 1930-х годах начались сталинские репрессии. Был арестован начальник Главвоздухофлота Константин Акашев, с которым Славороссов дружил во Франции. В 1930 году арестовали Харитона Никаноровича, объявив его французским шпионом. Его оговорил коллега, из которого ложные показания были выбиты силой. Встретив Славороссова в лагере, этот человек просил у него прощения. Харитон Никанорович простил его, но, не выдержав угрызений совести, тот покончил с собой. Славороссов работал в «шарашке» — конструкторском бюро в Медвежьегорске. В 1941 году семье сообщили о его смерти в ссылке.
22 июля 1963 года Славороссов был посмертно реабилитирован (Постановление Военного трибунала Московского военного округа № Н-456 от 28 июня 1963 года).

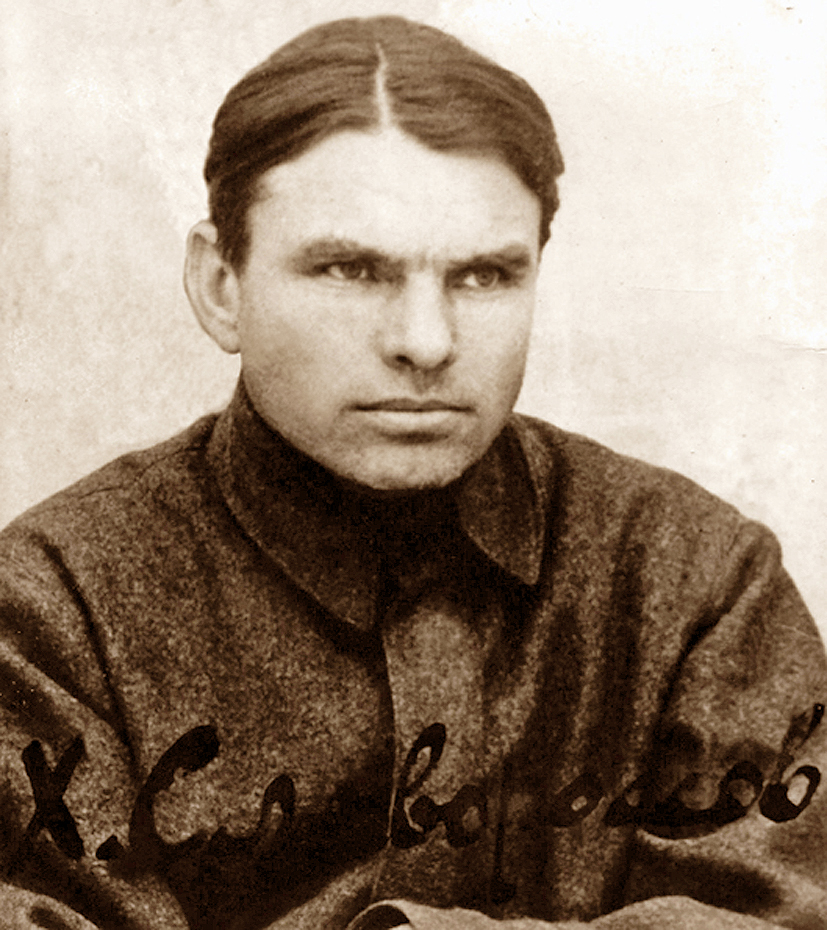
Х. Н. Славороссов, 1918 год
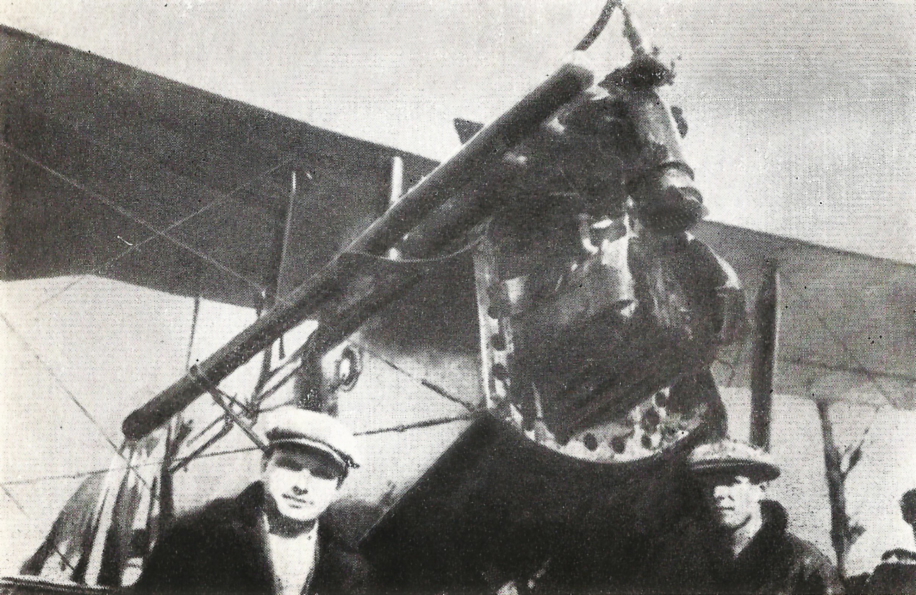
Х. Н. Славороссов и М. Водопьянов у самолёта «Конёк-горбунок», 1920-е годы
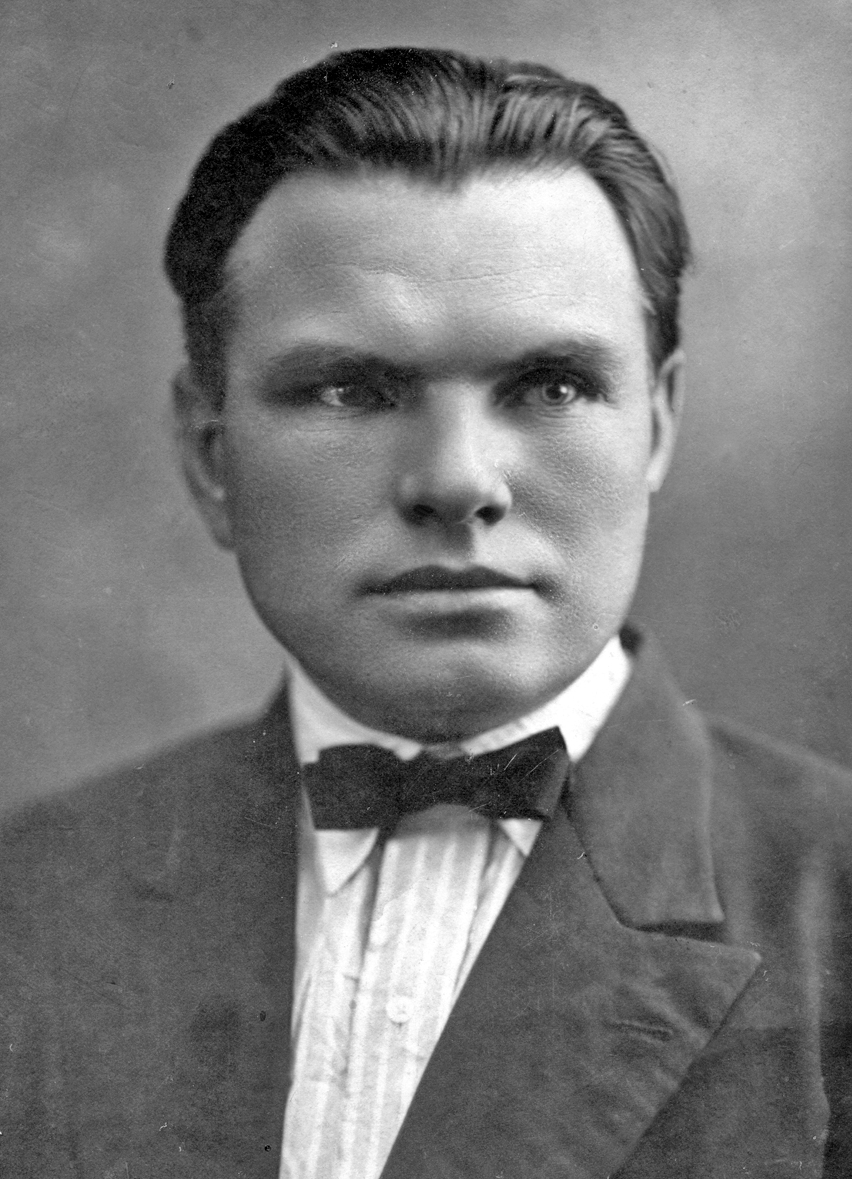
Харитон Славороссов, 1913 год

## Семья
Жена — Татьяна Александровна Славороссова (Грацианова) (1898—1982), дочь врача и общественного деятеля Александра Алексеевича Грацианова.
Сын — Алексей Харитонович Славоросов (1916—1995), горный инженер, главный редактор журнала «Основания, фундаменты и механика грунтов».
Внуки — Евгения Алексеевна Славороссова (Славоросова) (род. 1951), поэт, переводчик, журналист; Аркадий Алексеевич Славоросов (1957—2005), прозаик, поэт, сценарист.

## Память

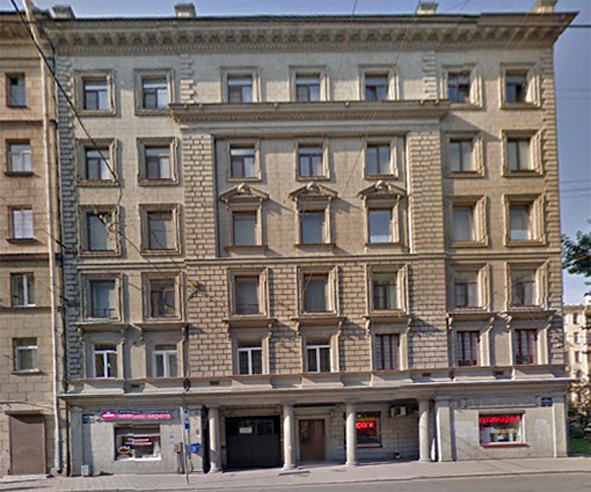
Санкт-Петербург, улица Куйбышева, дом 10.

Санкт-Петербург, улица Куйбышева (До 1918 года — Большая Дворянская), дом 10. Бывший доходный дом, принадлежавший потомственному почётному гражданину А. С. Сергееву.
До 1917 г. здесь жил авиатор Х. Н. Славороссов, инструктор школы авиации Всероссийского аэроклуба.
| Василий Каменский. ТАНГО С КОРОВАМИ Х. Н. Славоросову Жизнь короче визга воробья. Собака, что ли, плывёт там На льдине по весенней реке? С оловянным веселием Смотрим мы на судьбу. Мы — Открыватели Стран - Завоеватели Воздуха - Короли апельсиновых рощ И скотопромышленники. Может быть, выпьем Чарку вина За здоровье Комет, Истекающих бриллиантовой кровью. Или лучше — заведём граммофон. Ну вас — к чёрту - Комолые и утюги! Я хочу один — один плясать Танго с коровами И перекидывать мосты - От слёз Бычачьей ревности До слёз Пунцовой девушки. /1914/ |  | Евгения Славороссова. Кафе «Ротонда» Летом 1914 Харитону Славороссову Кафе «Ротонда» в роковом году. Ещё не встала центра Помпиду Дразнящая, кричащая громада. И вряд ли кто предчувствовал беду Над чашечкой густого шоколада. И приставал назойливый мотив, И огоньком горел аперитив, И анекдоты слушались вполуха… Но погибал в тоске Императив Германского трагического духа. А русский авиатор за столом, Забыв про свой тяжёлый перелом, Шутил, что он не зря сюда заброшен. И растворялись в дымке за стеклом И Эренбург, и Сутин, и Волошин. |  | Кафе «Ротонда» в гибельном году, Как написал Рембо: «Сезон в аду», Но в ад ещё не открывались двери, Лишь на Соборе корчились в бреду Чудовищные каменные звери. И авиатор кофе наливал, С улыбкой Максу Линдеру кивал, Сошедшему с экрана на минутку. А лёгкий летний вечер навевал Загадочность и грусть на проститутку. Кафе «Ротонда» в голубом чаду, Шампанское, шипящее во льду, Глотал эстет с гримасой декаданса. А он всё звал горючую звезду В рыданиях цыганского романса. Он ничего ещё не понимал И, уходя по улице, хромал, Но полон был полётами, как птица… А Рок незримо меч свой поднимал, И мир сверкал, чтоб через миг разбиться. |  | Евгения Славороссова. Памяти Роберта Бартини Как на загадочной картине, Что расплывается в слезах, Я вижу мальчика Бартини С мечтой безумною в глазах. А сердца стук в моторном шуме Замрёт и вздрогнет, как во сне… Следит испуганный Фиуме За странной птицей в вышине, Чья тень над улочкою узкой Кружит, как брошенный платок. Взирает авиатор русский На итальянский городок. |  | И, словно письма из конверта, Летят по небу облака. Не зря горит в глазах Роберто Немой восторг ученика. Как мальчик взять с собою просит, Как прикрепляет к сердцу нить! И свой вердикт Судьба выносит, Что невозможно изменить… Не избежать беды и боли, Но всё равно: Да будет так! А самолёт на синем поле, Как рыцарей небесных знак. |  |
| |  | |  | |  | |  | |  |

## Фильмы и спектакли
- Крылья Отчизны. Фильм 2. Рыцари неба. — Режиссёр Бутков В. Н. — Документальный — ТО Экран, 1989 год — 56 мин. — Рыцари неба
- Крылья Отчизны. Фильм 3. Забытые имена. — Режиссёр Бутков В. Н. — Документальный — ТПО Союзтелефильм, 1990 год — 57 мин. — Забытые имена
- «Долететь до неба». Спектакль-перфоманс о Харитоне Славороссове. Томск, 2024

### Художественно-публицистическая литература
- Беляков А. И. «Воздушные путешествия», Санкт-Петербург, Политехника, 1993.
- Блонский, Л. В. Авиация России. — М.: Славянский дом книги, Дом славянской книги, 2009. — С. 427—428. — 480 с. — ISBN 978-5-91503-013-7.
- Гальперин, Ю. М. Воздушный казак Вердена. — М.: Молодая гвардия, 1981.
- Гальперин, Ю. М. Воздушный казак Вердена. — М.: Молодая гвардия, 1990. — 332 с. — ISBN 5-235-00997-5. Архивировано 5 мая 2015 года.
- Гальперин, Ю. М. «В небе Франции». — «Вокруг света» №9, 1975.
- Гальперин, Ю. М. «Отмеченный огненной страстью…». — «Вокруг света» №3, 1977.
- Гальперин, Ю. М. Нас объединяют столетия. — «Вечерняя Москва», 11 октября, 1985.
- Грибанов С. Пилоты Его Величества. — М.: Центрполиграф, 2007. — (Россия забытая и неизвестная). — ISBN 978-5-9524-2707-5.
- Лозовский И. Лётчик Харитон Славороссов. «Красное знамя», Томск, 17 мая 1978
- Маркуша А. Я — лётчик", Вологда, ООО «Красный Север», 2000
- Маркуша А. М. Собрание сочинений. В 3-х томах. Т. 3: Перелётные птицы. Самолёты нашей судьбы. Умру лейтенантом. Последний парад. От винта! Завещание грустного клоуна.. — М., 2002. — 607 с. — ISBN 5-901808-04-5.
- Меос Э. Русские казаки в небе Франции. «Неделя», № 25, 17-23, июнь 1962
- Меос Э. Харитон Славороссов. «Крылья Украины» № 65-66, VIII, 1960
- Никифоров С. Харитон Славороссов, «смелый поэт скорости». — Газета ТПУ "За кадры", 2014.
- Панкратов В. Алмаз горит издалека. — Арзамас, 2013
- Панкратов В. Судьбы пишутся на небесах Арзамасские вести. — № 19 15 мая 2013.
- Панкратов В. Харитон Славороссов. — Нижегородский край, 2013
- Рохмистров В. Г. Авиация великой войны. — М.: ACT: ВЗОИ, 2004. — ISBN 5-17-015605-7. Архивировано 18 мая 2015 года.
- Славороссова, Е. А.Обнимая небо. «Чудеса и приключения» № 3, 2016.
- Шитов В. Смелый поэт скорости. «Гражданская авиация», № 7, 1993
- Шушарин, И. Полёты под мостами в кино и наяву. Московский Комсомолец. 23 октября. — 2013.
- Giuseppe Ciampaglia. La vita e gli aerei di Roberto Bartini (итал.). — Ibn Roma, 2009.
- William Klinger. Roberto Oros di Bartini (Fiume 1897 - Mosca 1974). «La Ricerca» N 56 (итал.). — decembre 2009.
- Massimo Cardillo. Tra le quinte del cinematografo Cinema, cultura e societa in Italia 1900-1937 (итал.). — Bari: Edizioni Dedalo spa, 1987. — ISBN 978-88-220-4522-5., с. 44.

### Художественная литература
- Василенко И. Д. Жизнь и приключения Заморыша. — М.: Детская литература, 1964.
- Зирин И. Кто вы, Харитон Славоросов?. — Советский Армавир, №№ 187—192, 17-25 сентября 1975.
- Каменский, В. В. Степан Разин. Пушкин и Дантес. Кафе поэтов. «Путь энтузиаста» — М.: Правда, 1991.
- Каменский, В. В. Стихи. — М. Художественная литература, 1977.
- Славороссова Е. А. Кафе «Ротонда». Стихи в книге «Alma mater». — М.: Зебра Е, 2010.
- Михановский В. С. Сибирские этюды. — М.: Традиция, 2011. — ISBN 978-5-905074-19-6.
- Гладышев В. Небесный Василий (о Василии Каменском). — Ураловед, 2014.
- Михановский В. Небесные побратимы. — Русское поле, 2011.
- Михановский В. Сиамские беглецы. — Русское поле, 2013.